# 陳洵仁
陈洵仁，字思允，福建长乐人。明朝进士、政治人物。陈仲完之弟。
洪武十七年，福建甲子乡试中舉。洪武十八年，登乙丑科會試中進士。后升为中书舍人，再升给事中，因为其立朝敢言，名重当时。